# Malouetia gracilis
Malouetia gracilis là một loài thực vật có hoa trong họ La bố ma. Loài này được (Benth.) A.DC. mô tả khoa học đầu tiên năm 1844.